# Igor Rodnianski
Igor Rodnianski (em russo:  Игорь Роднянский; Kiev, 28 de abril de 1972) é um matemático russo-estadunidense.
Rodnianski estudou física na Universidade Estatal de São Petersburgo, com o diploma em 1996. Em seguida foi para os Estados Unidos, onde obteve um doutorado em matemática em 1999 na Universidade Estadual do Kansas, orientado por Lev Kapitanski, com a tese Pseudoholomorphic curves in almost complex manifolds. Foi a partir de 2000 professor assistente de física matemática na Universidade de Princeton e em 2011 professor de matemática no Instituto de Tecnologia de Massachusetts (MIT).
Foi palestrante convidado do Congresso Internacional de Matemáticos em Madrid (2006: The Cauchy Problem in General Relativity). Recebeu o Prêmio Fermat de 2011.

## Publicações selecionadas
- com Klainerman: Rough solutions of the Einstein-vacuum equations, Annals of Mathematics, Volume 161, 2005, p. 1143–1193
- com Klainerman: The causal structure of microlocalized rough Einstein metrics, Annals of Mathematics, Volume 161, 2005, p. 1195–1243
- com Dafermos: A new physical-space approach to decay for the wave equation with applications to black hole spacetimes, 16.Int.Congress Math.Phys.,Prag 2009, Arxiv
- com Klainerman: On the formation of trapped surfaces, Acta Mathematica, Volume 208, 2012, p. 211–333
- com Hans Lindblad: The global stability of Minkowski space-time in harmonic gauge, Annals of Mathematics, Volume 171, 2010, p. 1401–1477, Arxiv
- com Hans Lindblad: Global existence for the Einstein vacuum equations in wave coordinates, Comm. Math.Phys., Volume 256, 2005, p. 43–110, Arxiv
- com Dafermos: The black hole stability problem for linear scalar perturbations, in: T. Damour (Hrsg.), 12. Marcel Grossmann Meeting, World Scientific 2011, Arxiv
- com Dafermos: Lectures on Black Holes and Linear Waves, 17. Clay Math. Proc., American Math. Soc.,  2013, p. 97–205, Arxiv
- com Terence Tao: Effective limiting absorption principles, and applications, Comm. Math. Phys., Volume 333, 2015, p. 1–95, Arxiv
- com Terence Tao: Long-time decay estimates for Schrödinger equations on manifolds, Annals of Math. Studies 163, 2007, p. 223–253
- com Mihalis Dafermos: Decay for solutions of the wave equation on Kerr exterior spacetimes, Teil III: The full subextremalcase |a|<M, Annals of Mathematics, Band 183, 2016, S. 787–913, Arxiv Preprint
- com Jared Speck:  A regime of linear stability for the Einstein-scalar field system with applications to nonlinear Big Bang formation, Annals of Mathematics, Volume 187, 2018, p. 65–156, Arxiv